# David Meyler
David John Meyler (ur. 29 maja 1989) – piłkarz irlandzki występujący na pozycji pomocnika w Hull City.
11 września 2012 roku zadebiutował w reprezentacji Irlandii w wygranym 4:1 towarzyskim spotkaniu z Omanem.
Prowadzi kanał w znanym serwisie Youtube.

## Kariera reprezentacyjna
Meyler zadebiutował w reprezentacji Irlandii U-21 przeciwko Niemcom w lutym 2009 roku.
W dniu 1 września 2012 roku Meyler został powołany do składu seniorskiego. Po raz pierwszy znalazł się w kadrze w 2012 roku z powodu nieobecności Darrona Gibsona, który po nieudanej przygodzie z Euro 2012 postanowił zrobić sobie przerwę w grze reprezentacyjnej. 11 września 2012 roku zadebiutował w międzynarodowym meczu wygranym 4-1 z Omanem na stadionie Craven Cottage 11 września 2012 roku.